# Cmentarz wojenny nr 169 – Łowczów
Cmentarz wojenny nr 169 – Łowczów – austriacki cmentarz z I wojny światowej w Łowczowie.
Zaprojektowany przez Heinricha Scholza. Elementem centralnym jest kamienny postument z żelaznym krzyżem. W jednym grobie zbiorowym i 22 pojedynczych pochowano tu 16 żołnierzy austro-węgierskich i 12 żołnierzy rosyjskich.

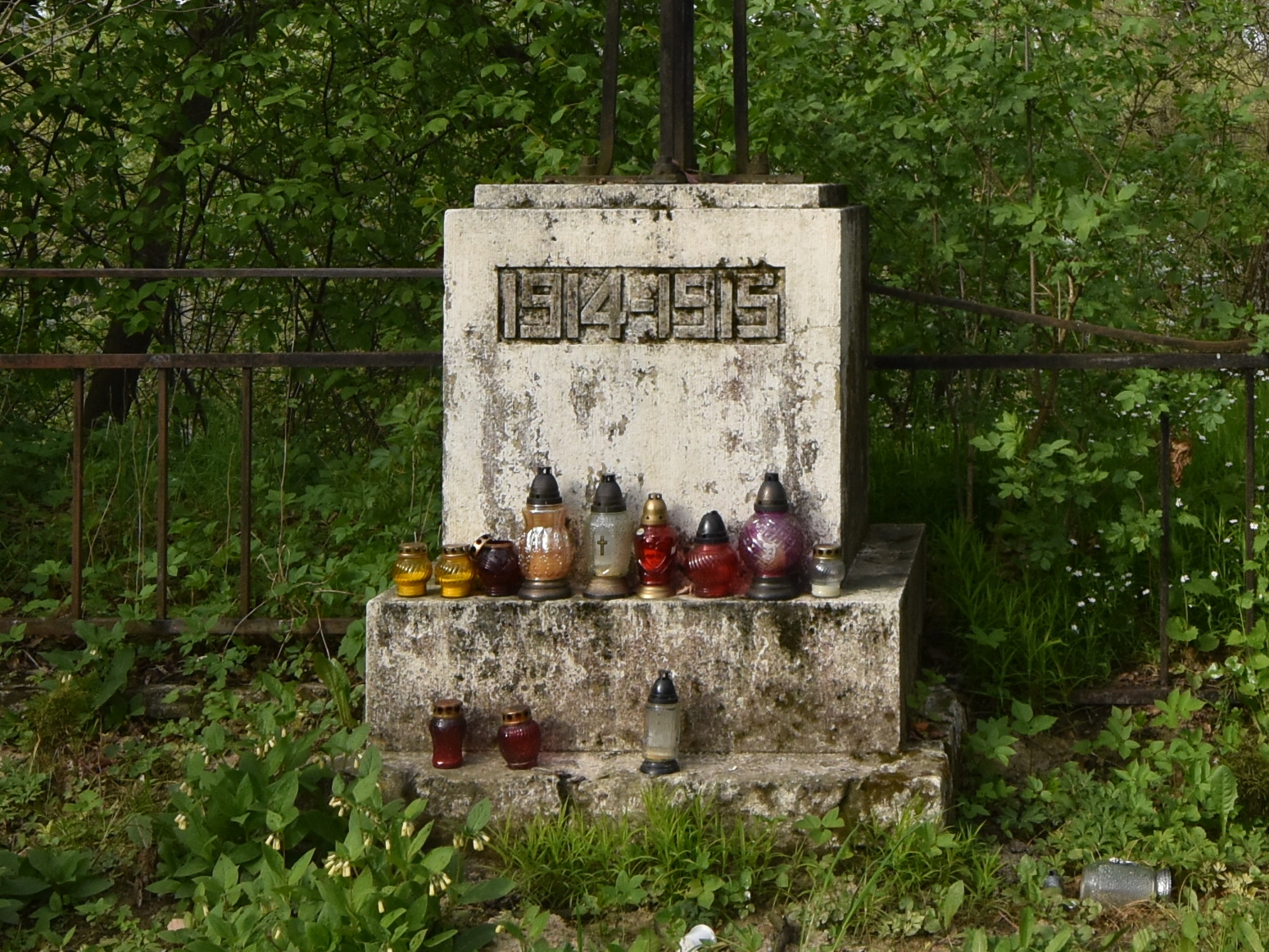
Pomnik główny
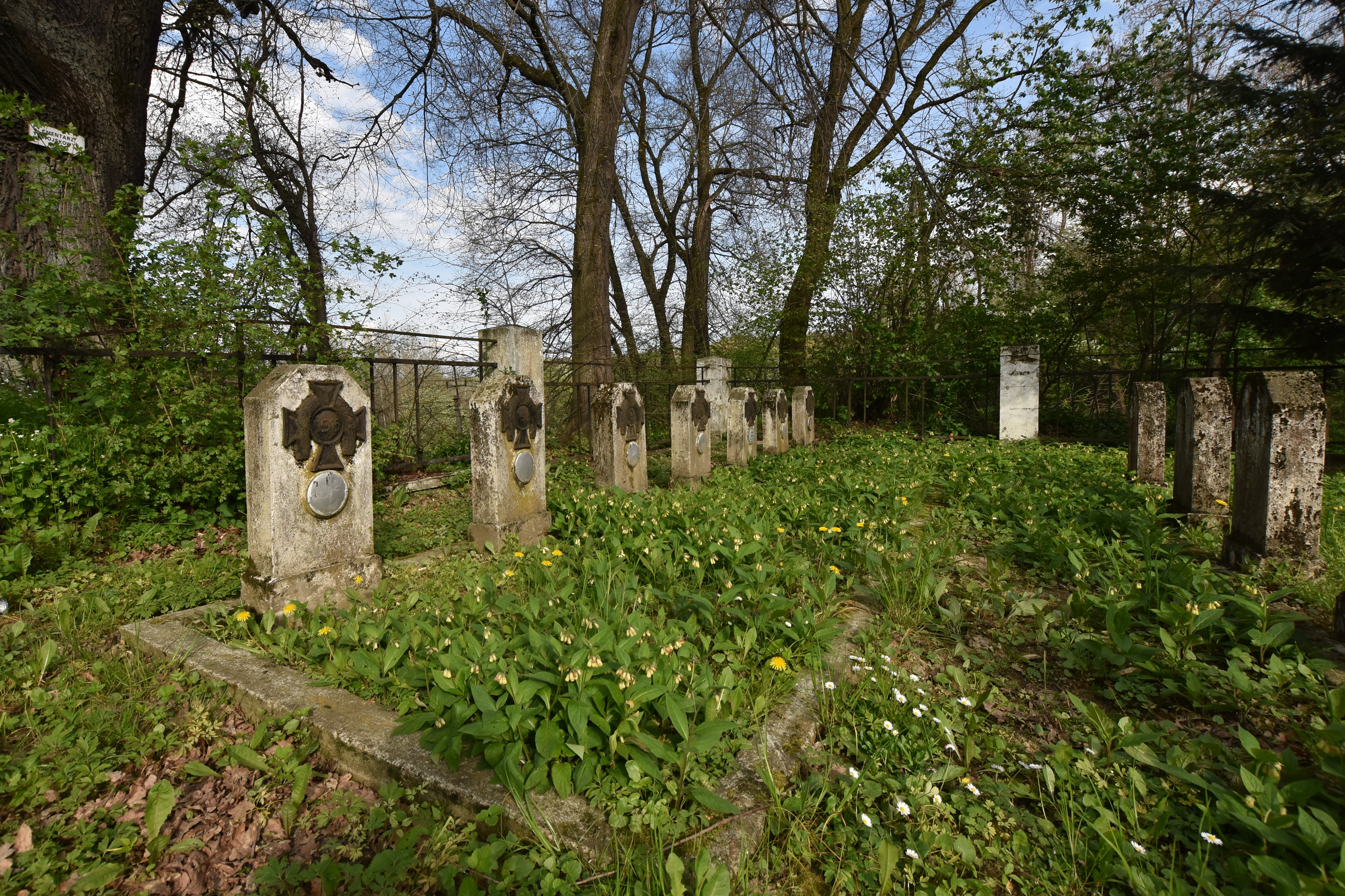
Fragment cmentarza
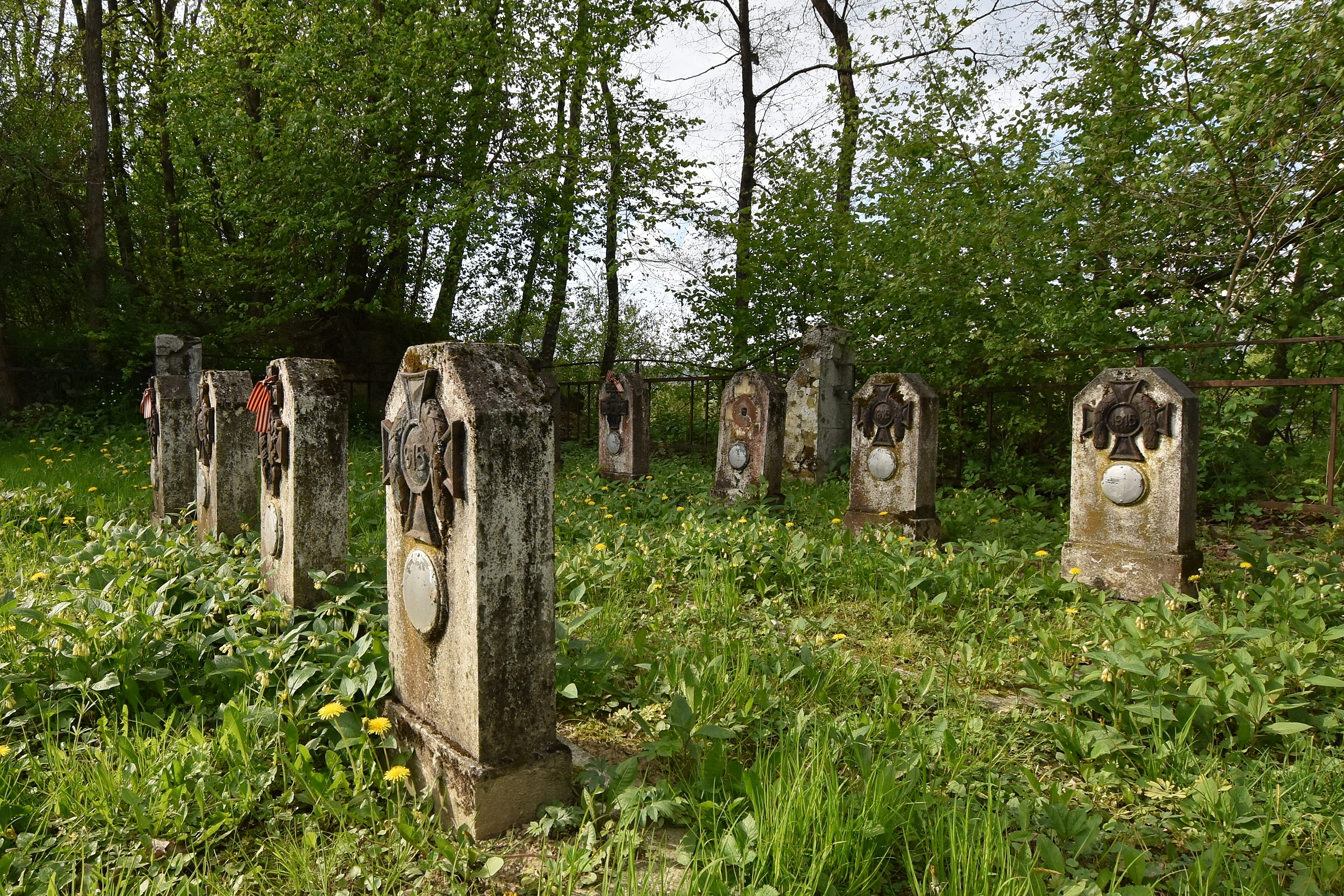
Fragment cmentarza